# AMC네트웍스
AMC네트웍스(AMC Networks)는 뉴욕에 본사를 둔 미국 미디어 회사이다. 이 회사는 원래 1980년에 Rainbow Media로 설립되었으며 AMC 채널로 유명하다. 또한 BBC 아메리카 (BBC Studios 제휴), 독립 영화 채널(IFC), 우리 TV, 선댄스 TV, 스트리밍 서비스 AMC+, 전율, IFC 필름 무제한, 도토리TV, 올블크 및 숨은를 운영한다. 회사의 글로벌 사업부인 AMC 네트웍스 인터내셔널 도 마찬가지이다. 또한 독립 영화 배급사인 IFC 영화, RLJE 영화 및 미국 애니메이션 라이선스 제공업체인 센타이 필름웍스 를 소유하고 있다.

## 단위

### 텔레비전 채널
- AMC
- BBC 아메리카
- IFC
- 선댄스 TV
- 우리 TV

### 스트리밍 서비스
- 도토리TV[1]
- 올블크
- AMC+
- 숨은
- IFC 필름 무제한
- 전율
- 선댄스 나우
- 위티비+

### 기타 자산
- IFC 영화
- RLJE 영화
- AMC 네트웍스 인터내셔널
- 센타이 필름웍스

1. ↑  “AMC NETWORKS' STREAMING SERVICE ACORN TV SURPASSES MAJOR MILESTONE – ONE MILLION SUBSCRIBERS”. 《www.amcnetworks.com》. 2019년 9월 19일. 2020년 7월 29일에 확인함.